# 迪特勒烏鄉

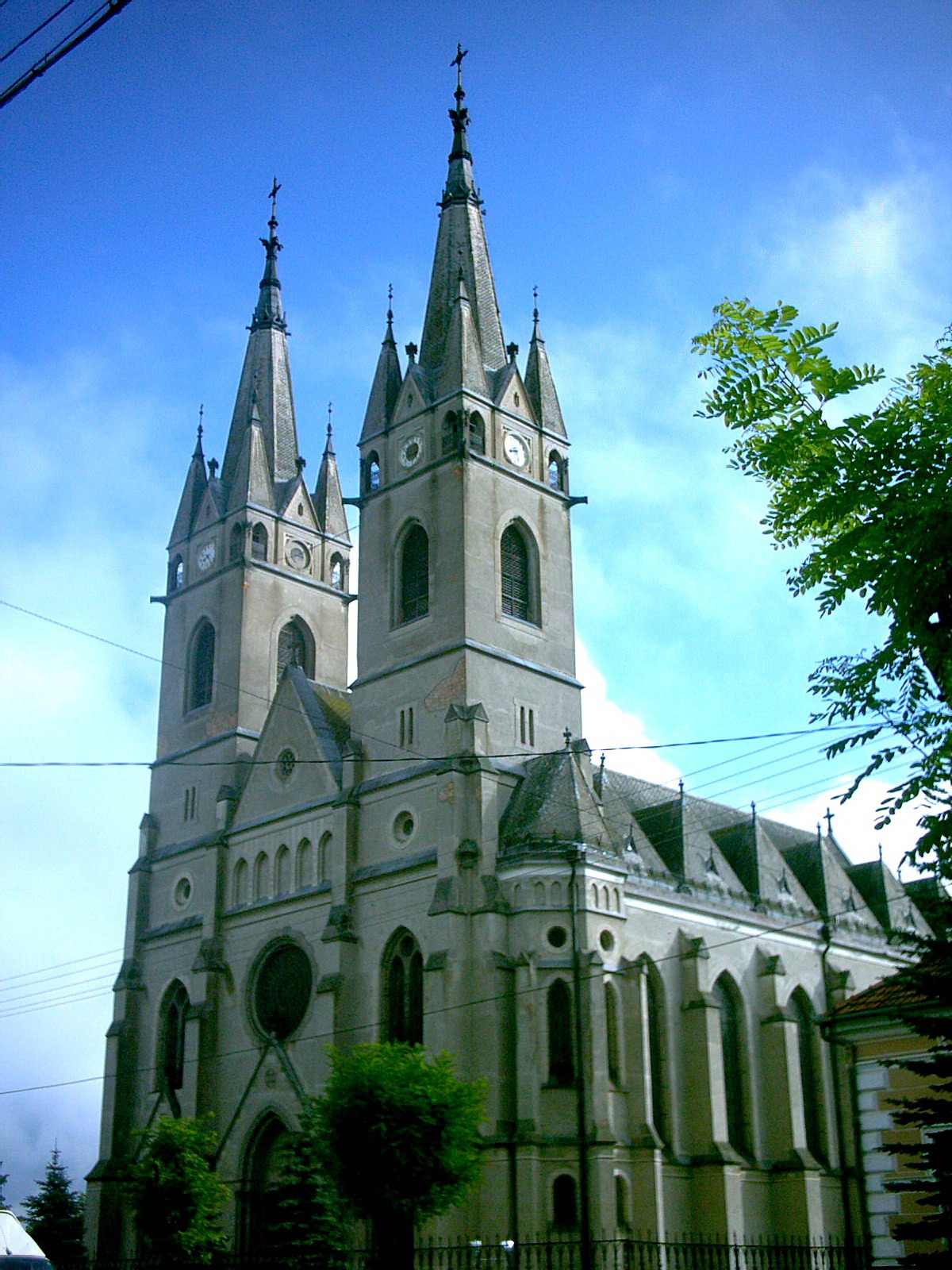

46°49′0″N 25°31′0″E / 46.81667°N 25.51667°E
迪特勒烏鄉（羅馬尼亞語：Comuna Ditrău, Harghita），是羅馬尼亞的鄉份，位於該國中部，由哈爾吉塔縣負責管轄，面積115平方公里，海拔高度953米，2007年人口5,806，人口密度每平方公里50人。